# 堀口レオ
堀口 レオ（ほりぐち レオ、1980年12月16日 - ）は、日本の漫画家。

## 経歴
埼玉県寄居町出身。埼玉県立熊谷高等学校卒業。
スクウェア・エニックス刊行の雑誌『月刊少年ガンガン』にて行われていた読者投稿コーナー、ドラゴンクエスト4コマクラブよりデビューし、同社刊行の『4コママンガ劇場』シリーズにて執筆活動を続ける。その後、同社刊行の『ガンガンパワード』にて、「ヴァルキリープロファイル-レナス-4コマ 魂嬲り編」をNo.1 - No.4まで連載。現在は、一迅社のゲームアンソロジーにて執筆している。
4コママンガ劇場時代、コメントページである楽屋裏にて「インドと似でコンニチワ」という挨拶を頻繁に使用していた。
盟友うずら野浩二、なかがわはてなと共にサークル「シルバーチョップ」にて同人活動している。
現在はなかがわと堀口のふたりで活動を行っている。（うずら野は休業）ただし、仲たがいをしたのではなくうずら野が発行ペースに追いつけなくなったからとのこと。
性別は「基本的には秘密」としていたが、男性である。妹と弟が1人ずついる。
結婚もしており、息子と娘が1人ずついる。息子達の成長を描いた育児エッセイ漫画も発行している。

## 作品
- 4コママンガ劇場シリーズで多数執筆
- ヴァルキリープロファイル-レナス-4コマ 魂嬲り編（ガンガンパワードNO.1 - NO.4掲載）
- 堀口さんちのレオムスコ（一迅社）